# Еди Редмејн
Едвард Џон Дејвид „Еди” Редмејн (енгл. Edward John David "Eddie" Redmayne; Лондон, 6. јануар 1982) енглески је глумац. Најпознатији је по улогама у Џека Џексона у мини-серији Стубови земље, Колина Кларка у филму Моја недеља са Мерилин, Маријуса Понмерсија у мјузиклу Јадници и Стивена Хокинга у биографској драми Теорија свега, која му је донела Оскара, Бафту, Златни глобус и Награду Удружења глумаца за најбољу главну мушку улогу. За изведбу у драми Данкиња из 2015. такође је био номинован за ове награде. Године 2016. наступио је у филму Фантастичне звери и где их наћи, спинофу Хари Потер серијала. 2020. године је имао улогу у филму  Суђење чикашкој седморици  као Том Хејден.
Редмејн је такође добитник Тонија и Награде Лоренс Оливије за најбољу споредну улогу у представи Црвено из 2010. За свој рад у 2011. години био је номинован за награду БАФТА за будућу звезду.

## Детињство и образовање
Редмејн је рођен и одрастао у Лондону. Има четворо браће и сестара — старијег и млађег брата, као и старије полубрата и полусестру. Школовао се у престижној дечачкој школи Итон, где је ишао у разред са принцем Вилијамом, војводом од Кембриџа, а 2003. је стекао диплому нижег степена на Универзитету у Кембриџу.

## Глумачка каријера

### 1998—2011.
Редмејн је прву професионалну улогу добио 1998. у телевизијској серији Животињска барка. Године 2002. наступио је у представи Богојављенска ноћ Вилијама Шекспира и то у чувеном Шекспировом позоришту Глоуб. Две године касније, 2004, глумио је у представи Коза, или ко је Силвија?, за коју је добио Позоришну награду часописа Ивнинг стандард за најбољег новог глумца и Награда удружења позоришних критичара за најбољег новог глумца. На филму је први пут наступио 2005. у делу Као мисли, а партнерка му је била Тони Колет. Исте године снимио је минисерију Елизабета I, у којој су главне улоге тумачили Хелен Мирен и Џереми Ајронс. Наредне године, 2006, снимио је филм Добар пастир уз Мета Дејмона и Анџелину Жоли, у режији Роберта де Нира. Године 2007. Редмејн је играо у филмовима Окрутна милост уз Џулијану Мур и Елизабета: Златно доба уз Кејт Бланчет, Клајва Овена и Џефрија Раша.
Редмејн је 2008. остварио мању улогу у филму Друга Боленова кћи, у коме су главне улоге играли Ерик Бана, Натали Портман и Скарлет Џохансон, као и главне улоге у британској телевизијскиј минисерији Теса од Ибервија и филму Жута марамица, на ком је сарађивао са Кристен Стјуарт и Вилијамом Хертом. Након улога у нешто мање запаженим филмовима Плави прах (2009), Славна ’39 (2009) и Црна смрт (2010), Редмејн је 2010. снимио телевизијску серију Стубови земље. Рађена по истоименом роману Кена Фолета, серија је постигла велики међународни успех. У међувремену, Редмејн је играо у представи Црвено, заједно са Алфредом Молином, и за своју улогу освојио награде Награда Лоренс Оливије и Награду Тони за споредну улогу у драми.
Године 2011. Редмејн је играо у филмовима Провинцијалка, који је био изразити критички неуспех, и успешном филму Моја недеља са Мерилин, на коме је радио са Мишел Вилијамс, Кенетом Браном, Џулијом Ордмонд, Џуди Денч и Емом Вотсон. За свој рад у 2011. години био је номинован за Награду Британске филмске и телевизијске академије за најбољу звезду у успону, док је за тумачење лика Ричарда II у истоименој драми Вилијама Шекспира освојио Награду Удружења позоришних критичара за најбољи шекспиријански наступ.

### 2012—данас
Године 2012. Редмејн је тумачио главну улогу у телевизијској минисерији Птичја песма. Такође је играо Маријуса у филму Јадници, рађеном по истоименом роману Виктора Игоа, у режији добитника Оскара за најбољег режисера Тома Хупера. Редмејн је са остатком глумачке поставе, коју чине Хју Џекман, Расел Кроу, Ен Хатавеј, Аманда Сајфрид, Хелена Бонам Картер и Саша Барон Коен, био номинован за неколико престижних награда, укључујући и Награду Удружења глумаца за најбољу филмску поставу. Године 2014. Редмејн је тумачио улогу Стивена Хокинга у биографској драми Теорија свега редитеља Џејмса Марша. Филм је инспирисан мемоарима Путовање до вечности: Мој живот са Стивеном Хокингове бивше супруге Џејн (у филму је игра Фелисити Џоунс) и и приказује њихову везу, Хокингову борбу са Лу Гериговом болешћу и успон у научној каријери. Критичари су позитивно реаговали на филм и на Редмејнову изведбу, која му је донела награде Оскара, Бафту, Златни глобус и Награду Удружења глумаца за најбољу главну мушку улогу.

## Лични живот
Редмејнови блиски пријатељи су глумци Ендру Гарфилд, Бенедикт Камбербач, Бен Вишо и Том Стариџ. Крајем 2010. и почетком 2011. био је у краткој вези са британском глумицом Кери Малиган. Године 2012. се спекулисало о његовој вези са певачицом Тејлор Свифт.
Часопис Vanity Fair га је у септембру 2012. прогласио једном од најбоље обучених познатих личности на свету.

## Филмографија
| Улоге Едија Редмејна |                                           |               |                        | |
| Година               | Српски назив                              | Изворни назив | Улога                  | Напомена |
| 2005.                | Као мисли                                 |               | Алекс Форбс            | |
| 2006.                | Добар пастир                              |               | Едвард Вилсон млађи    | |
| 2007.                | Окрутна милост                            |               | Ентони Бекланд         | |
| 2007.                | Елизабета: Златно доба                    |               | Ентони Бабингтон       | |
| 2008.                | Жута марамица                             |               | Горди                  | |
| 2008.                | Друга Боленова кћи                        |               | Вилијам Стафорд        | |
| 2009.                | Плави прах                                |               | Кверти Дулитл          | |
| 2009.                | Славна ’39                                |               | Ралф Кејс              | |
| 2010.                | Црна смрт                                 |               | Озмунд                 | |
| 2011.                | Провинцијалка                             |               | Еди Кризер             | |
| 2011.                | Моја недеља са Мерилин                    |               | Колин Кларк            | Награда Капри за најбољу глумачку поставу номинација — БАФТА за будућу звезду |
| 2012.                | Јадници                                   |               | Маријус Понмерси       | Награда Националног одбора критичара за најбољу глумачку поставу Награда Сателит за најбољу глумачку поставу Награда Удружења филмских критичара Вашингтона за најбољу глумачку поставу Награда Удружења филмских критичара Сан Дијега за најбољу глумачку поставу номинација — Награда Сателит за најбољег споредног глумца у филму номинација — Награда Удружења телевизијских филмских критичара за најбољу глумачку поставу номинација — Награда Удружења филмских глумаца за најбољу филмску поставу номинација — МТВ филмска награда за највеће глумачко откриће |
| 2014.                | Теорија свега                             |               | Стивен Хокинг          | Оскар за најбољег главног глумца БАФТА за најбољег глумца у главној улози Златни глобус за најбољег главног глумца у играном филму (драма) Награда Удружења филмских глумаца за најбољег глумца у главној улози номинација — Награда Удружења филмских глумаца за најбољу филмску поставу номинација — Награда Удружења телевизијских филмских критичара за најбољег глумца у главној улози номинација — Награда Сателит за најбољег глумца у главној улози |
| 2015.                | Јупитер: Уздизање                         |               | Балем Абрасакс         | |
| 2015.                | Данкиња                                   |               | Ајнар Вегнер/Лили Елба | номинација — Оскар за најбољег главног глумца номинација — БАФТА за најбољег глумца у главној улози номинација — Златни глобус за најбољег главног глумца у играном филму (драма) номинација — Награда Удружења филмских глумаца за најбољег глумца у главној улози номинација — Награда Удружења телевизијских филмских критичара за најбољег глумца у главној улози номинација — Награда Сателит за најбољег глумца у главној улози |
| 2016.                | Фантастичне звери и где их наћи           |               | Њут Скамандер          | |
| 2018.                | Фантастичне звери: Гринделвалдови злочини |               | Њут Скамандер          | |
| 2020.                | Суђење чикашкој седморици                 |               | Том Хејден             | |
| 2022.                | Фантастичне звери: Тајне Дамблдора        |               | Њут Скамандер          | |
| Телевизијске серије  |                                           |               |                        | |
| 1998.                | Животињска барка                          |               | Џони Харди             | ТВ серија; епизодна улога |
| 2003.                | Доктори                                   |               | Роб Хантли             | ТВ серија; епизодна улога |
| 2005.                | Елизабета I                               |               | гроф од Саутхемптона   | мини-серија |
| 2008.                | Теса од Ибервија                          |               | Ејнџел Клер            | мини-серија |
| 2010.                | Стубови земље                             |               | Џек Џексон             | мини-серија |
| 2012.                | Птичја песма                              |               | Стивен Вресјфорд       | ТВ серија |
| 2015.                | Томас и другари                           |               | Рајан                  | глас |
| Позоришне представе  |                                           |               |                        | |
| 2002.                | Богојављенска ноћ                         |               | Вајола                 | Продукција Глоуб театра |
| 2004.                | Коза, или где је Силвија?                 |               | Били                   | Награда удружења позоришних критичара за најбољег новог глумца Позоришна награда часописа за најбољег новог глумца |
| 2008.                | Сада или касније                          |               | Џон Џуниор             | |
| 2009.                | Црвено                                    |               | Кен                    | 2009/10. Награда Лоренс Оливије за најбољу споредну улогу Награда Тони за најбољу споредну улогу у представи |
| 2011.                | Ричард II                                 |               | Краљ Ричард II         | 2011/12. Награда Удружења позоришних критичара за најбољи шекспиријански наступ |